# Rino Romano
Rino Romano (1 de julio de 1959) es un actor de voz canadiense conocido por sus colaboraciones en videojuegos y series animadas.
Entre sus papeles importantes se encuentra ser la voz de Spider-Man en varios videojuegos y ser la voz de Batman en la serie animada The Batman.

## Trabajos

### Videojuegos
- Spider-Man / Peter Parker / ladrón de bancos en Spider-Man
- Spider-Man / Peter Parker / anunciador de la policía / Palooka en Spider-Man 2: Enter Electro
- Spider-Man en X-Men: Mutant Academy 2 y Tony Hawk Pro Skater 2
- Rikimaru en Tenchu 2
- Luis Sera en Resident Evil 4
- James W. Rutland Jr en Tomb Raider: Legend
- Jose Caramicas en Just Cause

### Series animadas
- Bruce Wayne / Batman en The Batman
- Peter Parker / Spiderman / Green Goblin en Spider-Man Unlimited
- Ted / Edward o el Hombre del Sombrero Amarillo en Jorge el Curioso

### Películas
- Benny, la calavera (voz) en la serie de películas Halloweentown
- Tío Tony, en Super Mario Bros: la película